# Alain Vidart
Pour les articles homonymes, voir Vidart.
Alain Vidart (né en 1933) est un ingénieur de l'armement, ancien directeur des applications militaires du Commissariat à l'énergie atomique. 

## Publications
En 1989, il publie la préface du livre Le Réveil de l'intelligence,.